# Солова (Брянская область)
Солова — село в Стародубском районе Брянской области России. Входит в состав Воронокского сельского поселения. На 2021 год в Солове числится 7 улиц.

## Население
| 2010 | 2013 |
| ---- | ---- |
| 419  | ↘362 |

Село Солова расположено в 21 км к юго-юго-западу от Стародуба, в 7 км к С. от села Воронок, в 3 км к Ю.-В. от села Елионка, на реке Солова (левый приток реки Снов), высота центра селения над уровнем моря — 179 м. Название села образовано от гидронима (названия речки) Солова.

## Достопримечательности
Церковь Михаила Архангела, 1785 год (закрыта в 1932, позднее использовалась как зерносклад, ныне восстанавливается)